# NHK Spring Mitsuzawa Football Stadium
Das Mitsuzawa-kōen kyūgijō (jap. 三ツ沢公園球技場, „Mitsuzawa-Park-Ballsportstadion“), nach Namensrechteverkauf derzeit Nippatsu Mitsuzawa kyūgijō (ニッパツ三ツ沢球技場), engl. NHK Spring Mitsuzawa Football Stadium, ist ein Fußballstadion im Mitsuzawa-Park im Bezirk Kanagawa der japanischen Millionenstadt Yokohama, Präfektur Kanagawa. Es werden aber auch Rugbyspiele ausgetragen. Derzeit sind die Fußballvereine YSCC Yokohama (J3 League), der Yokohama FC (J2 League) und die Yokohama F. Marinos (J1 League) hier ansässig. Die Marinos nutzen das Stadion als Ausweichspielort. Hauptsächlich tragen sie ihre Partien im Nissan-Stadion aus.

## Geschichte
Der Mitsuzawa-Park wurde 1949 auf einem ehemals zum Gokoku-Schrein der Präfektur Kanagawa gehörenden Gelände eröffnet, beim in der Präfektur Tokio ausgerichteten 4. kokumin taiiku taikai („Volkssportfest“; engl. National Sports Festival) wurden hier die Volleyballwettbewerbe ausgetragen. Für die Wettbewerbe beim 10. kokumin taiiku taikai in der Präfektur Kanagawa 1955 wurden die Hauptwettkampfstätten im Mitsuzawa-Park errichtet, darunter das Ballsportstadion für die Rugbyspiele. Bei den Olympischen Sommerspielen 1964 in Tokio war die Anlage ein Spielort des olympischen Fußballturniers. Es fanden fünf Vorrundenspiele und ein Viertelfinale in Yokohama statt. Während der Junioren-Fußballweltmeisterschaft 1979 in Japan war die Vorrundengruppe D mit sechs Partien und ein Viertelfinale im Stadion von Yokohama beheimatet. Die Sportstätte wurde 1964 für das olympische Fußballturnier und 1993 für die Nutzung in der J. League renoviert und erweitert.
Die Spielstätte mit 15.454 Plätzen wird momentan hauptsächlich für Fußballspiele genutzt. Auf der Haupttribüne befinden sich 5.580 Plätze (inklusive 20 Rollstuhlplätzen). Auf den drei weiteren Rängen stehen 9.874 Plätze mit zehn Rollstuhlplätzen zur Verfügung. Die Spielfläche aus Naturrasen ist insgesamt 130 Meter lang und 74 Meter breit. Die Flutlichtanlage beleuchtet das Stadion von vier Masten aus. Die LED-Videowand misst 8,5 × 17 m. 2008 erwarb der Federhersteller Nippon Hatsujō (abgekürzt Nippatsu oder mit den lateinischen Buchstaben NHK für Nippon Hatsujō Kabushikigaisha; engl. NHK Spring) die Namensrechte für fünf Jahre. Im Februar 2013 verlängerte das Unternehmen der Vertrag um drei weitere Jahre.

## Galerie

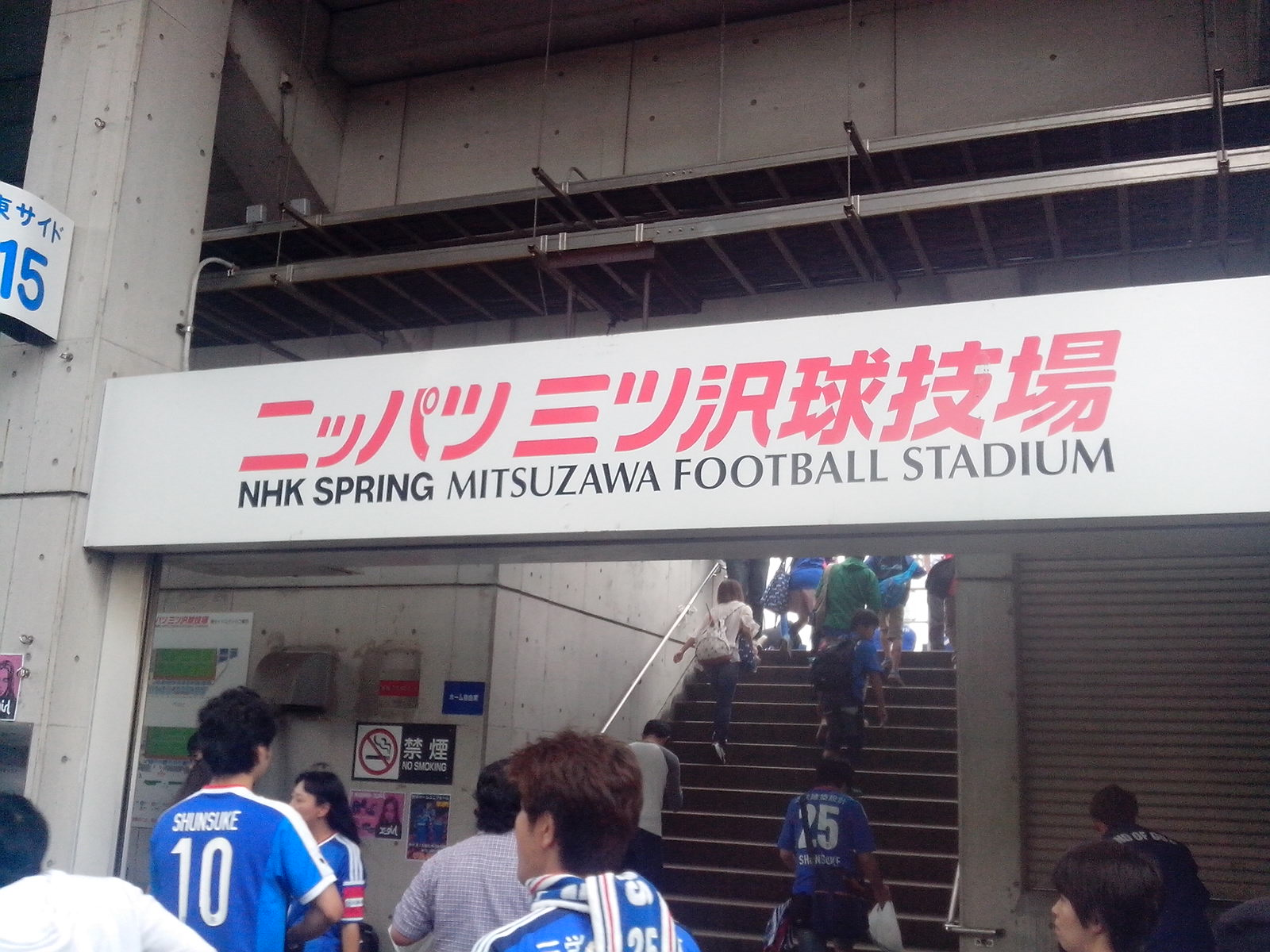
Der Stadionname am Eingang
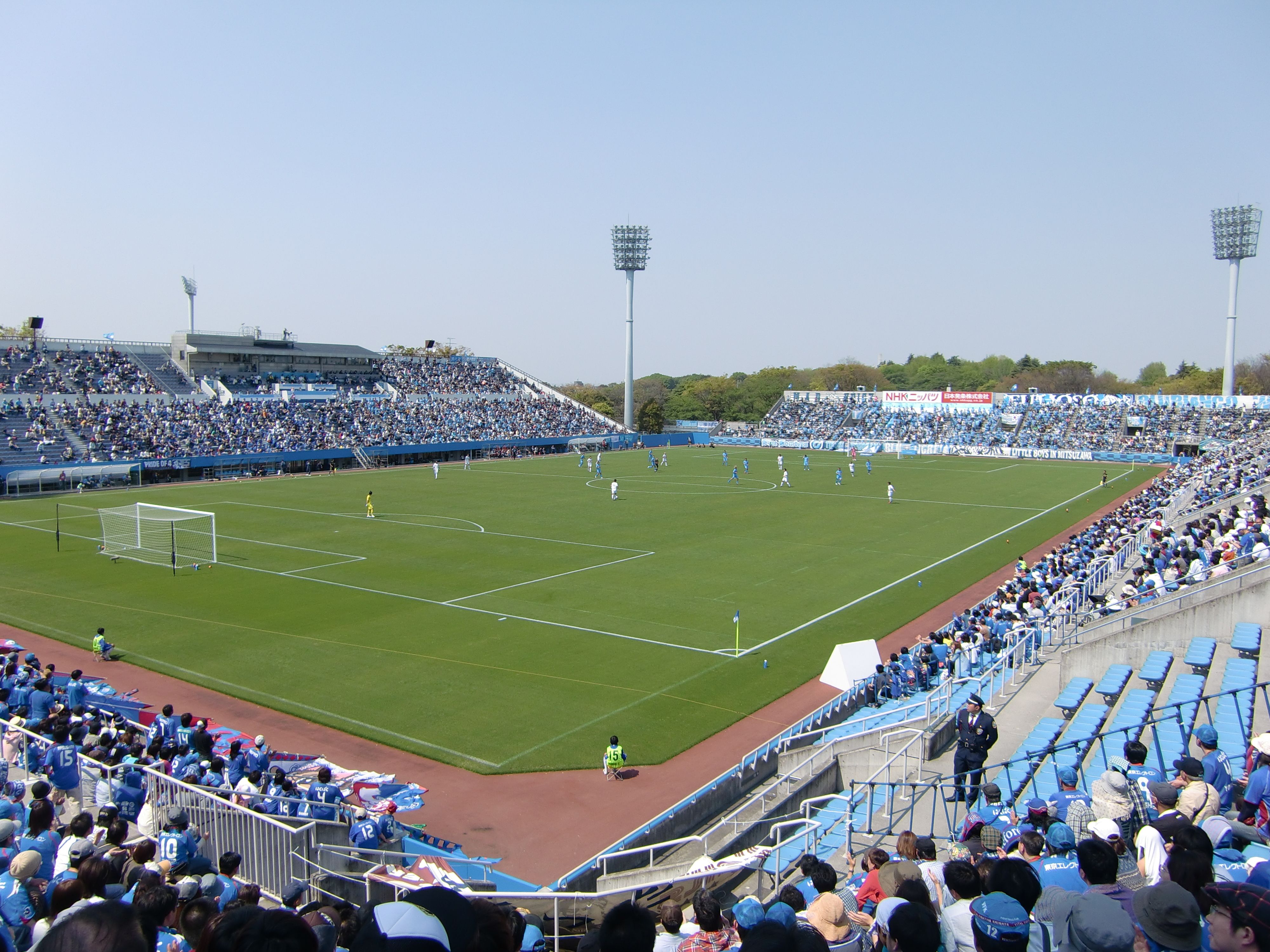
Blick in das Stadion
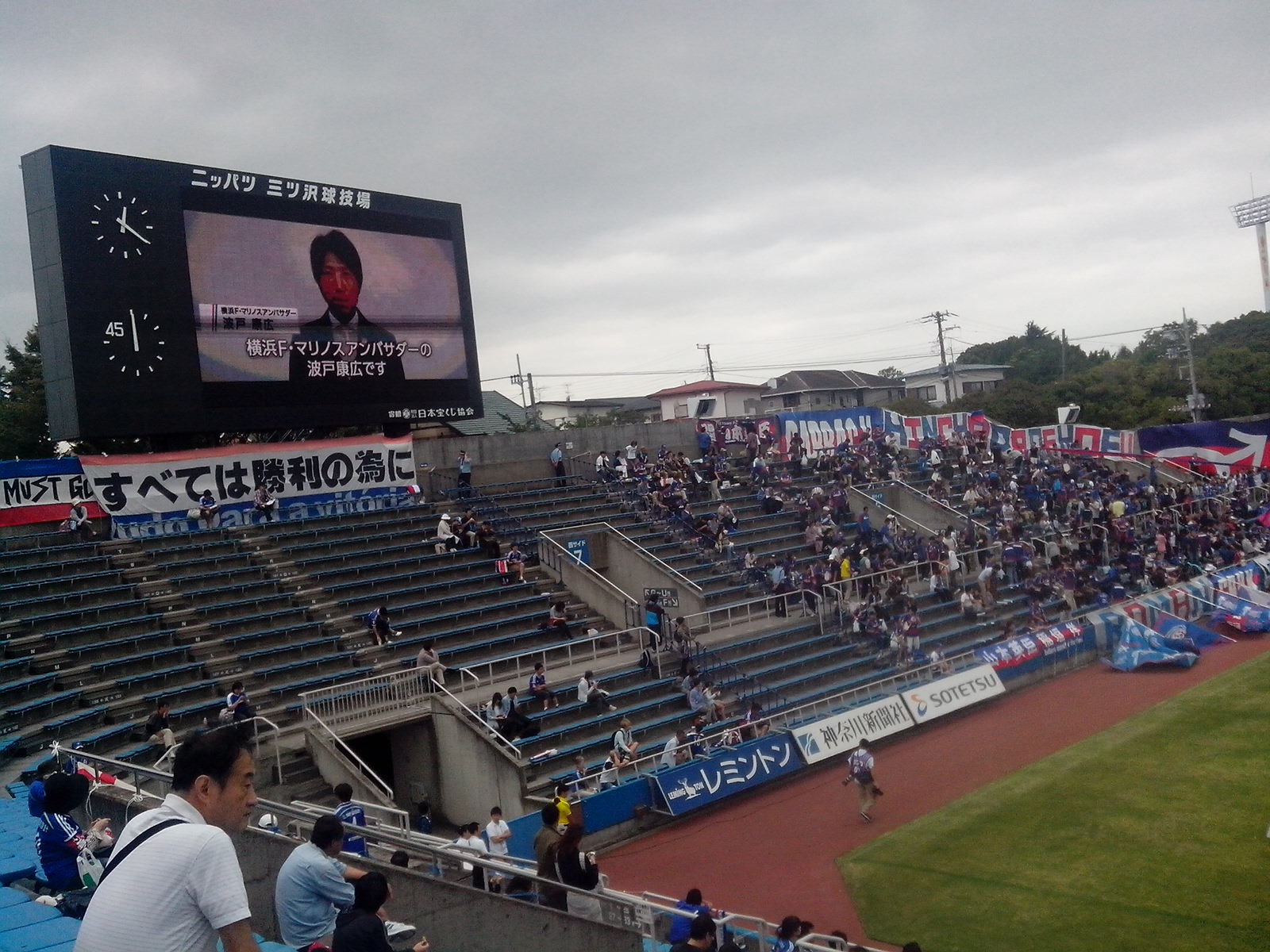
Die Tribüne für die Gästefans
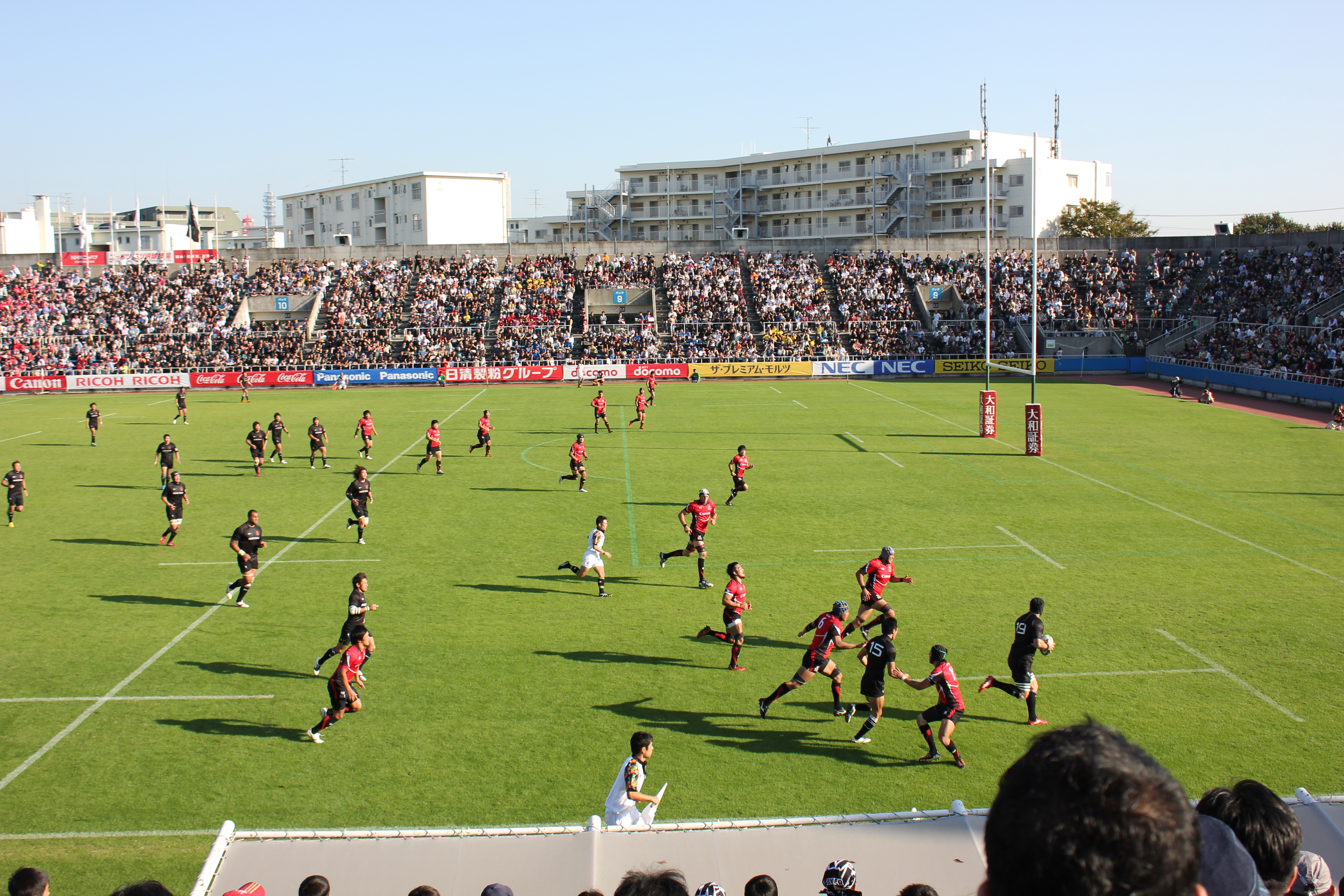
Ein Rugbyspiel im Stadion
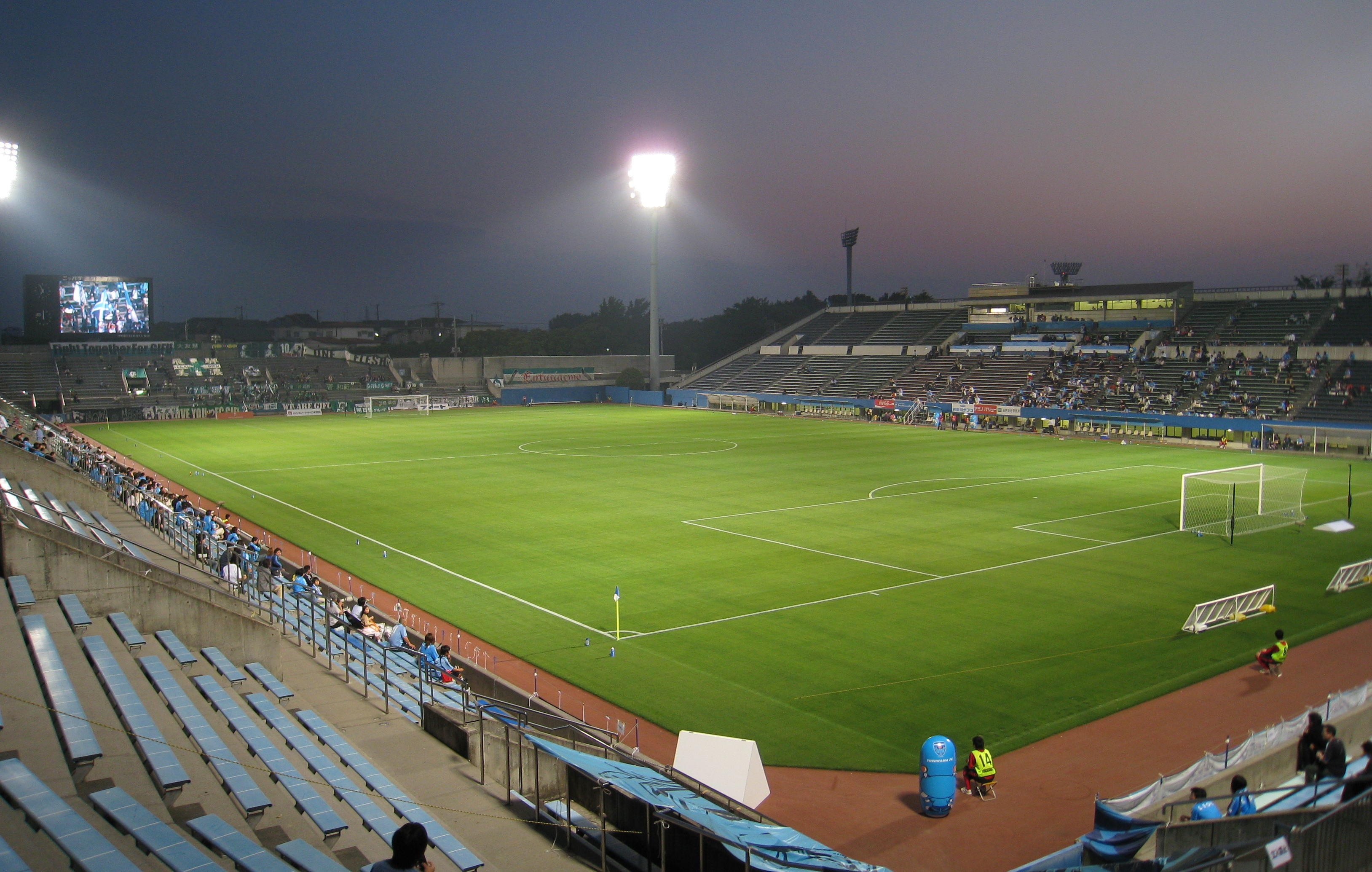
Das Stadion unter Flutlicht